# Протей (Y-3)
«Протей Y-3» (греч. Y-3 Πρωτεύς) — греческая подводная лодка, действовавшая и погибшая во Второй мировой войне

## История
«Протей» была подлодкой второго типа греческих подводных лодок, заказанных после окончания Первой мировой войны во Франции. Все 4 подлодки этого типа («Протей», Нерей, Тритон и Главкос) получили имена морских божеств греческой мифологии соответственно: Протей, Нерей, Тритон, Главк Морской. Подлодки принадлежали серии «А» проекта Симоно.
«Протей» был построен в 1927-1929 годах на верфях LOIRE. Спуск корабля состоялся 24 сентября 1927 года, подъём греческого флага состоялся в 1928 году и 31 августа 1929 года лодка вошла в состав ВМФ Греции.
После начала 28 октября 1940 года греко-итальянской войны и в ходе своего 3-го боевого похода, под командованием коммандера М. Хадзиконстантиса, подлодка 29 декабря 1940 года атаковала и потопила в 40 милях к востоку от города Бриндизи итальянский 11452-тонный войсковой транспорт Sardegna, после чего была обнаружена итальянским миноносцем Antares и потоплена.

## Память
Имена мифологических морских божеств 4 подлодок серии, построенной в 1920-х годах во Франции, получили 4 подлодки ВМФ Греции немецкой постройки типа 209/1100.
Подлодка «Протей» (S-113) была построена на верфи ‘Howaldtswerke — Deutsche Werft (HDW) AG, Kiel’ Киль, Германия, принята греческим флотом 27 ноября 1972 года и прибыла на базу флота на остров Саламина 16 марта 1973 года.